# جورج برادلي (لاعب كرة قاعدة)
جورج برادلي (بالإنجليزية: George Bradley)‏ هو لاعب كرة قاعدة أمريكي، ولد في 13 يوليو 1852 في ريدينغ في الولايات المتحدة، وتوفي في 2 أكتوبر 1931 في فيلادلفيا في الولايات المتحدة.

## وصلات خارجية
- جورج برادلي على موقع دوري كرة القاعدة الرئيسي (الإنجليزية)
- جورج برادلي على موقعبيزبول رفرنس.كوم (الدوري الرئيسي) (الإنجليزية)
- جورج برادلي على موقعبيزبول رفرنس.كوم (الدوري الثانوي) (الإنجليزية)
- جورج برادلي على موقع إي إس بي إن.كوم (أم.أل.بي) (الإنجليزية)
- جورج برادلي على موقع مشجعي الرسوم البيانية (الإنجليزية)